# ПЭС Хаммерфест
ПЭС Хаммерфест — экспериментальная приливная электростанция в Норвегии
Построена в 2003 году компанией Hammerfest Stroem.
ПЭС Хаммерфест — электростанция с установленной мощностью в 300 кВт. Установка данной ПЭС состоит из винта с 10-метровыми лопастями которые автоматически меняют угол наклона во время прилива и отлива и электрогенератора. Всё это зафиксировано на 20-метровой стальной колоне, общий вес около 200 тонн.
Данная испытательная установка способна давать около 700 тысяч  кВт⋅ч электроэнергии в год.
Стоимость проекта достигает 11 млн долларов.
В 2007 году станция прекратила свою работу на год позже запланированного срока.